# Kenny Middlemiss
Ken „Kenny“ Middlemiss (* 19. Juni 1964) ist ein schottischer Badmintonspieler.

## Karriere
Kenny Middlemiss gewann in Schottland zahlreiche nationale Titel. International war er unter anderem in Irland, Portugal, Spanien, Österreich, Slowenien, den USA und der Schweiz erfolgreich.

## Sportliche Erfolge
| Saison | Veranstaltung                       | Disziplin    | Platz | Name                                 |
| ------ | ----------------------------------- | ------------ | ----- | ------------------------------------ |
| 1980   | Schottland: Juniorenmeisterschaften | Herreneinzel | 1     | Kenny Middlemiss                     |
| 1982   | Schottland: Juniorenmeisterschaften | Mixed        | 1     | Kenny Middlemiss / Susan Bell        |
| 1986   | Portugal International              | Mixed        | 1     | Kenny Middlemiss / Margarida Cruz    |
| 1986   | Portugal International              | Herreneinzel | 1     | Kenny Middlemiss                     |
| 1987   | Schottland: Einzelmeisterschaften   | Herreneinzel | 1     | Kenny Middlemiss                     |
| 1989   | Schottland: Einzelmeisterschaften   | Herrendoppel | 1     | Kenny Middlemiss / Dan Travers       |
| 1989   | Irish Open                          | Herrendoppel | 1     | Dan Travers / Kenny Middlemiss       |
| 1990   | Schottland: Einzelmeisterschaften   | Herrendoppel | 1     | Kenny Middlemiss / Dan Travers       |
| 1991   | Swiss Open                          | Mixed        | 3     | Kenny Middlemiss / Allen             |
| 1991   | Schottland: Einzelmeisterschaften   | Herrendoppel | 1     | Kenny Middlemiss / Russell Hogg      |
| 1991   | Weltmeisterschaft                   | Herrendoppel | 17    | Russell Hogg / Kenny Middlemiss      |
| 1992   | Amor International                  | Herrendoppel | 1     | Russell Hogg / Kenny Middlemiss      |
| 1992   | Iceland International               | Mixed        | 1     | Kenny Middlemiss / Elinor Allen      |
| 1992   | Schottland: Einzelmeisterschaften   | Herrendoppel | 1     | Kenny Middlemiss / Russell Hogg      |
| 1992   | Schottland: Einzelmeisterschaften   | Mixed        | 1     | Kenny Middlemiss / Elinor Allen      |
| 1993   | Schottland: Einzelmeisterschaften   | Mixed        | 1     | Kenny Middlemiss / Elinor Allen      |
| 1993   | Schottland: Einzelmeisterschaften   | Herrendoppel | 1     | Kenny Middlemiss / Russell Hogg      |
| 1994   | Irish Open                          | Mixed        | 1     | Kenny Middlemiss / Eleanor Allen     |
| 1994   | Schottland: Einzelmeisterschaften   | Mixed        | 1     | Kenny Middlemiss / Elinor Allen      |
| 1994   | Schottland: Einzelmeisterschaften   | Herrendoppel | 1     | Kenny Middlemiss / Russell Hogg      |
| 1995   | Schottland: Einzelmeisterschaften   | Mixed        | 1     | Kenny Middlemiss / Elinor Allen      |
| 1995   | Schottland: Einzelmeisterschaften   | Herrendoppel | 1     | Kenny Middlemiss / Russell Hogg      |
| 1996   | Schottland: Einzelmeisterschaften   | Mixed        | 1     | Kenny Middlemiss / Elinor Middlemiss |
| 1997   | Slovenian International             | Herrendoppel | 1     | Kenny Middlemiss / Russell Hogg      |
| 1997   | Schottland: Einzelmeisterschaften   | Herrendoppel | 1     | Kenny Middlemiss / Russell Hogg      |
| 1997   | Spanish International               | Mixed        | 1     | Kenny Middlemiss / Elinor Middlemiss |
| 1997   | Slovenian International             | Mixed        | 1     | Kenny Middlemiss / Elinor Middlemiss |
| 1998   | Schottland: Einzelmeisterschaften   | Herrendoppel | 1     | Kenny Middlemiss / Russell Hogg      |
| 1998   | Schottland: Einzelmeisterschaften   | Mixed        | 1     | Kenny Middlemiss / Kirsteen McEwan   |
| 1998   | Austrian International              | Mixed        | 1     | Kenny Middlemiss / Elinor Middlemiss |
| 1998   | US Open                             | Mixed        | 1     | Kenny Middlemiss / Elinor Middlemiss |
| 1999   | Austrian International              | Mixed        | 1     | Kenny Middlemiss / Kirsteen McEwan   |
| 1999   | Schottland: Einzelmeisterschaften   | Herrendoppel | 1     | Kenny Middlemiss / Russell Hogg      |
| 2000   | Schottland: Einzelmeisterschaften   | Mixed        | 1     | Kenny Midlemiss / Kirsteen McEwan    |
| 2003   | Schottland: Einzelmeisterschaften   | Herrendoppel | 1     | Alastair Gatt / Kenny Middlemiss     |